# Strobilanthes retusa
Strobilanthes retusa là một loài thực vật có hoa trong họ Ô rô. Loài này được D. Fang mô tả khoa học đầu tiên năm 2000.